# Michel Sabbah

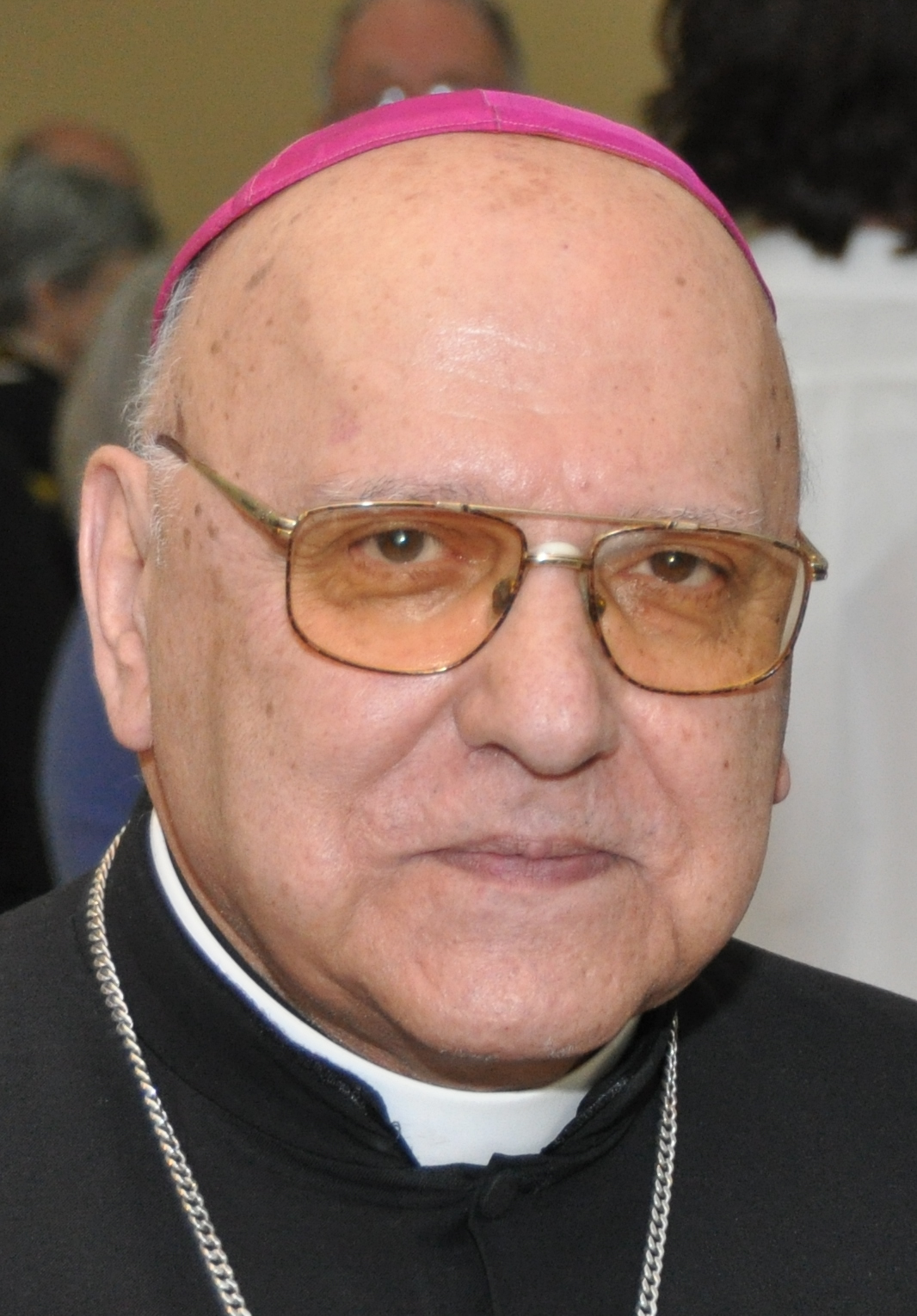
Michel Sabbah

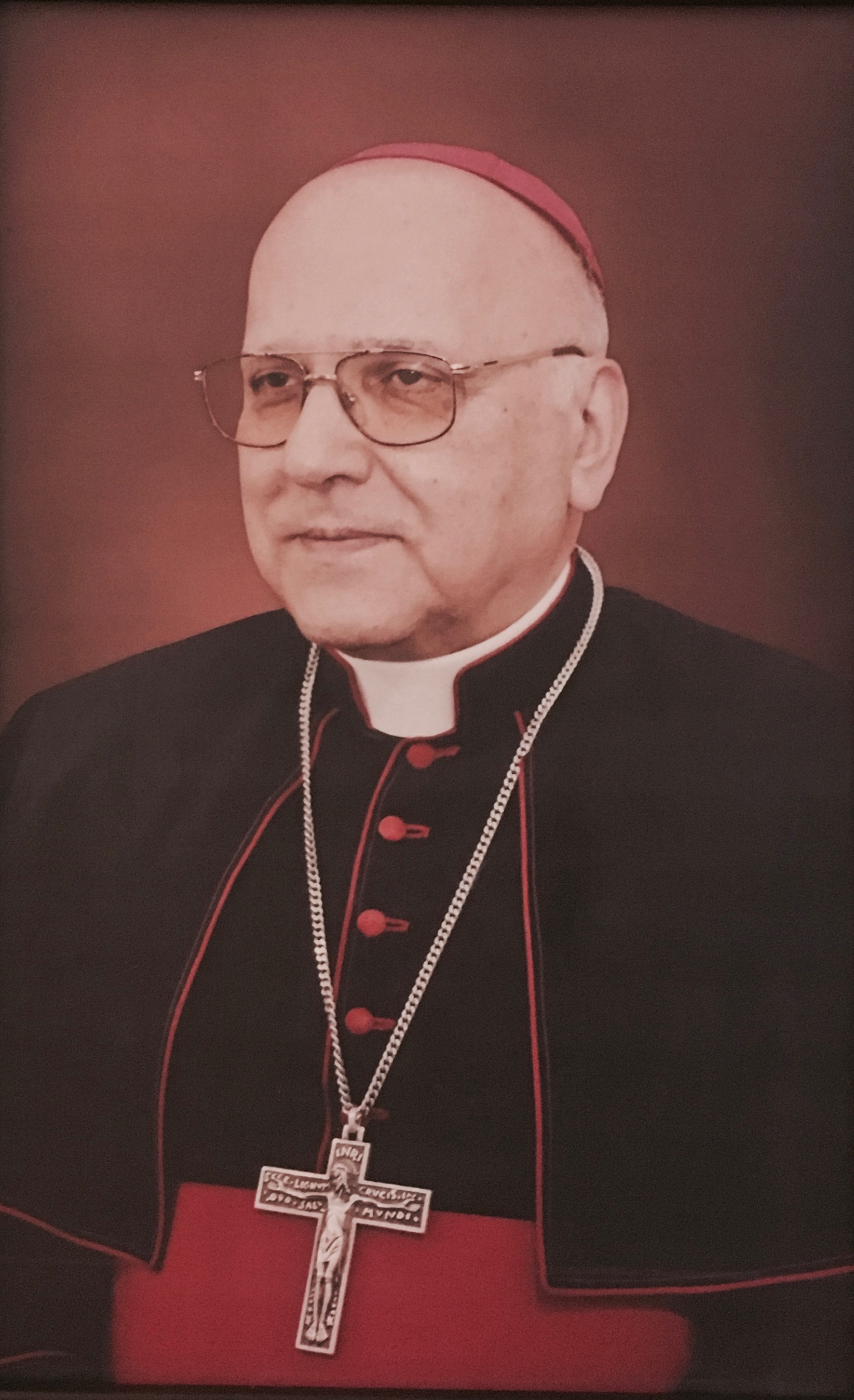
Porträt Michel Sabbah (Lateinisches Patriarchat von Jerusalem)

Wappen des Patriarchen Sabbah

Michel Sabbah (arabisch ميشيل صباح, DMG Mīšīl Ṣabbāḥ; * 19. März 1933 in Nazareth) ist ein palästinensischer römisch-katholischer Theologe und emeritierter Lateinischer Patriarch von Jerusalem.

## Leben
Sabbah besuchte die Schule Frères des Ecoles Chrétiennes in Nazareth und anschließend (ab 1943) das Lateinische Patriarchalseminar in Bait Dschala. Am 28. Juni 1955 empfing er von Patriarch Alberto Gori in der Salesianerkirche zu Nazareth die Priesterweihe. Anschließend wirkte er als Gemeindepriester in Madaba/Jordanien, seit 1971 an der Christkönigkirche in Amman. 1973 promovierte er an der Sorbonne zum Doktor der arabischen Philologie, von 1979 bis 1987 war er Präsident der Universität von Betlehem.
Neben anderen hohen christlichen Würdenträgern im Heiligen Land wie Munib Younan gehört er zu den Unterzeichnern des sogenannten Kairos-Palästina-Dokuments vom Dezember 2009, in dem die israelische Besetzung der Palästinensergebiete als „Sünde vor Gott“ verurteilt und an die Dringlichkeit von Frieden und Gerechtigkeit für Palästina erinnert wird.

## Lateinischer Patriarch von Jerusalem
Am 11. Dezember 1987 ernannte ihn Johannes Paul II. zum Patriarchen von Jerusalem und erteilte ihm persönlich die Bischofsweihe am 6. Januar 1988 im Petersdom zu Rom. 2005 erhielt er einen Koadjutor in der Person des Erzbischofs Fouad Twal.
Am 19. März 2008 reichte er beim Vatikan seinen Rücktritt vom Amt des Patriarchen ein. Am 21. Juni 2008 nahm Papst Benedikt XVI. Sabbahs aus Altersgründen vorgebrachtes Rücktrittsgesuch an. Der bereits ernannte Koadjutor Fouad Twal wurde sein Nachfolger.
Seit 1988 ist Sabbah auch Vorsitzender der „katholischen Familie“ im Middle East Council of Churches. Er ist weiterhin Vorsitzender der katholischen Bischofskonferenz der Arabischen Region (CELRA) und Großoffizier der Ehrenlegion (seit 2005). Von 1999 bis 2007 war er Vorsitzender von Pax Christi International. 
Michel Sabbah war der erste Palästinenser auf dem Thron des Lateinischen Patriarchen und hat sich wiederholt für die Sache seines Volkes im Palästinakonflikt eingesetzt. Durch seine politische Präsenz, aber auch weil sein orthodoxer Amtsbruder Theophilos zwischenzeitlich weder von Israel noch von Jordanien anerkannt wurde, wurde Sabbah zu einem der wichtigsten Repräsentanten der palästinensischen Christen.
Michel Sabbah war als lateinischer Patriarch von Jerusalem Großprior des Ritterordens vom Heiligen Grab zu Jerusalem.

## Film
Der Dokumentarfilm Der Patriarch des Volkes (Regisseur: Mohammed Alatar, Filmproduzentin Lily Habasch) dokumentiert das Wirken von Michel Sabbah im Nahen Osten und seine Aussagen zum Nahostkonflikt.

## Ehrungen
- 2002: Ehrendoktorwürde der Theologischen Fakultät der Universität Freiburg[5]
- 2003: Ehrendoktorwürde der Universität Bethlehem[6]
- 2004: Ehrendoktorwürde der St. Mary’s University, San Antonio[7]
- 2006: Großoffizier der Ehrenlegion

## Interviews
- Michel Sabbah, Patriarch von Jerusalem (im Gespräch mit Dolores Bauer): „Israel hat noch nie auf einen Appell reagiert“. In: Die Furche. Nr. 50, 2001.